# I-75
I-75 (Interstate 75) — межштатная автомагистраль в восточной части Соединённых Штатов Америки. Общая протяжённость — 1786,47 мили (2785,04 км). Проходит по территории шести штатов. Вторая по длине межштатная автомагистраль из числа направляющихся с юга на север после I-95.

## Маршрут магистрали
| Штат  | миль    | км      |
| ----- | ------- | ------- |
| FL    | 470,88  | 757,81  |
| GA    | 355,11  | 571,49  |
| TN    | 161,86  | 260,49  |
| KY    | 191,78  | 308,64  |
| OH    | 211,3   | 340     |
| MI    | 395,54  | 636,56  |
| Всего | 1786,47 | 2875,04 |

### Флорида
Южный конец магистрали I-75 располагается на северо-западе от Майами, на перечесении с SR 826 и SR 924. После выезда из агломерации Майами магистраль поворачивает на запад, в сторону города Нейплс. На этом отрезке магистраль обозначена как идущая с запада на восток, однако после Нейплса она направляется на север и становится северо-южной магистралью. В районе города Тампа Interstate 75 пересекает Interstate 4. Продолжая двигаться на север, неподалёку от границы с Джорджией I-75 пересекает I-10.

### Джорджия
I-75 направляется на север, в сторону середины Джорджии. В городе Мэйкон от автомагистрали на юго-восток отходит I-16. Следующие крупные развязки располагаются в черте города Атланта. Здесь магистраль на несколько миль соединяется с другой северо-южной магистралью, I-85. I-75 и I-85 пересекают в Атланте I-20, а затем расходятся, первая из них уходит на северо-запад, а вторая — на северо-восток. После выезда из Атланты Interstate 75 направляется к границе с Теннесси.

### Теннесси
В городе Чаттануга на границе с Джорджией I-75 пересекает I-24. В Теннесси дорога поворачивает с северо-запада на северо-восток. На востоке штата, в округе Лаудон, I-75 соединяется с I-40. В городе Ноксвилл I-40 отходит на восток, теперь вместо I-40 Interstate 75 соединена с I-640. Ещё в пределах города магистрали разъединяются. В городе Джеллико I-75 пересекает границу с Кентукки.

### Кентукки
I-75 движется по малонаселённому плато Камберленд. В крупном городе Лексингтон на северо-востоке штата I-75 на протяжении нескольких миль соединена с I-64. В городе Уолтон Interstate 75 соединяется с Interstate 71. Затем I-71 и I-75 пересекают реку Огайо и попадают на территорию одноимённого штата.

### Огайо
В городе Цинциннати, в который попадают после пересечения границы между штатами I-71 и I-75, они разъединяются, I-71 поворачивает на северо-восток. Через несколько миль от I-75 на запад отходит другая магистраль, I-74. Севернее Цинциннати Interstate 75 проходит через город Дейтон, в окрестностях которого пересекает I-70. Продолжая двигаться на север, магистраль проходит через множество небольших городов, приближаясь к городу Толидо и границе с Мичиганом. В Толидо I-75 пересекает соединённые магистрали I-80 и I-90. Вскоре после пересечения I-280 магистраль попадает на территорию штата Мичиган.

### Мичиган
Первые несколько миль в Мичигане I-75 двигается вдоль побережья озера Эри, затем поворачивая на северо-запад, в сторону Детройта. В Детройте магистраль пересекает поочерёдно I-96, I-94, M-10 и M-8. Затем магистраль проходит через город Понтиак, после чего продолжает направляться на север. С запада I-75 огибает город Флинт, в то время как вспомогательная трасса I-475 проходит через центр города. Здесь же I-75 пересекает I-69. После пересечения моста через пролив Макино I-75 попадает на Верхний полуостров Мичигана. Вскоре магистраль пересекает границу с Канадой, где заканчивается.

## Основные развязки
- I-4, Манго, Флорида
- I-10, округ Колумбия, Флорида
- I-16, Мэйкон, Джорджия
- I-20, Атланта, Джорджия
- I-85, Атланта, Джорджия
- I-24, Чаттануга, Теннесси
- I-40 / I-640, Ноксвилл, Теннесси
- I-64, Лексингтон, Кентукки
- I-71 / US 50, Цинциннати, Огайо
- I-74 / US 27 / US 52, Цинциннати, Огайо
- I-70, округ Монтгомери, Огайо
- I-80 / I-90 / SR 795, округ Лукас, Огайо
- I-96, Детройт, Мичиган
- I-94, Детройт, Мичиган
- I-69, Флинт, Мичиган

## Вспомогательные магистрали
- I-175, Флорида
- I-275, Мичиган
- I-275, Огайо—Индиана—Кентукки
- I-275, Теннесси
- I-275, Флорида
- I-375, Мичиган
- I-375, Флорида
- I-475, Джорджия
- I-475, Мичиган
- I-475, Огайо
- I-575, Джорджия
- I-675, Джорджия
- I-675, Мичиган
- I-675, Огайо